# Capitan Demonio
Capitan Demonio è un film del 1949 diretto da Carlo Borghesio.

## Trama
Nel 1700, a Firenze, l'avventuriero Capitan Demonio salva dalle insidie del Bargello una ballerina per poi innamorarsene.